# Дама Пика (опера)
„Дама Пика“ (на руски: Пиковая дама) е опера на Пьотър Илич Чайковски, оп. 68, в 3 действия (7 картини) по либрето на брата на композитора, Модест Илич Чайковски. Литературната основа на либретото е едноименната повест на Александър Пушкин. Операта е написана в началото на 1890 г. във Флоренция. Премиерата е на 19 декември (7 декември по стар стил) 1890 г. в Мариинския театър, в Санкт Петербург. Представлението има голям успех, посреща се с овации на публиката и положителни отзиви на музикалните критици. „Дама Пика“ се смята за едно от върховите постижения на оперното творчество на Чайковски. 

## История на създаване
Идеята за опера по драмата на Пушкин „Дама Пика“ принадлежи на директора на императорските театри в Русия, Иван Всеволожки. Намерението му е да представи грандиозен спектакъл от епохата на Екатерина Велика и от 1885 г. той започва активно да търси композитор, който би могъл да осъществи идеята. За написване на либретото изборът на Всеволожки първоначално се спира на Василий Кандауров и Иполит Шпажински, за автор на музиката той привлича композитора Николай Кленовски. Тяхното сътрудничество, обаче, не завършва с резултат. Две години по-късно, през септември на 1887 г., следвайки съвета на Всеволожки, Кленовски се обръща към Модест Чайковски с молба да напише либретото за „Дама Пика“. Модест се съгласява и започва работата по сценария на операта. Междувременно, през октомври на 1887 г., се провежда първият разговор между Пьотър Чайковски и Всеволожки по повод „Дама Пика“ – Всеволожки се опитва да убеди композитора да напише музиката към операта, но Чайковски не харесва сюжета и отказва.
През 1888/1889 г. Кленовски и Модест Чайковски активно сътрудничат за създаването на операта, но по неизяснени причини маестрото в крайна сметка се отказва от нея. Пьотър Чайковски е в течение на напредъка на брат си в написването на либретото. През ноември на 1889 г. Всеволожки отново предлага на композитора да напише музиката към либретото на Модест и този път той се съгласява. Чайковски в писмо до своята покровителка, баронеса Надежда фон Мек, пише по повод своето включване в работата над операта: „Избрах за сюжет на новата си опера „Дама пика“ от Пушкин. Това стана така. Преди три години брат ми Модест написа либрето върху „Дама пика“ по молба на някой си Кленовски, но той се отказал да напише музиката. Директорът на театрите Всеволожки предложи аз да напиша операта и то още за следващия сезон. Той ми каза това свое желание, и тъй като то съвпадаше с моето решение да избягам през януари от Русия и да се заема с писане, аз се съгласих…“.

### Музика
Чайковски заминава за Флоренция и на 19 януари 1890 г. пристъпва към композирането. Работи с голямо желание и много интензивно. От 19 до 28 януари написва първата картина, от 29 януари до 4 февруари – втората. След нея веднага започва да пише четвъртата и я завършва за една седмица, на 11 февруари. Същият ден се обръща към третата картина, приключва с музиката за нея на 19 февруари. На 20 февруари получава от брат си сценария на петата сцена, за два дни написва музиката за нея, на 25 февруари вече е готов и с шестата сцена. Операта е завършена на 3 март – за 44 дни. Клавирът на операта е готов на 6 април, а оркестрацията на 8 юни.
Силно увлечен от операта композиторът е толкова дълбоко потънал в атмосферата на действие, че възприема образите на героите като реални, живи хора. Той пише на брат си Модест: „Когато стигнах до смъртта на Герман и заключителния хор, толкова ми стана мъчно за Герман, че започнах силно да плача <...> Оказва се, Герман за мен не бе само предлог да пиша една или друга музика, а през цялото време е бил жив човек...“. В друго свое писмо до Модест споделя: „Аз изпитвам в някои места, например, в четвъртата картина, която аранжирах днес, такъв страх, ужас и потрес, че не може да бъде и слушателят да не изпитва поне част от това“.

### Либрето
Либретото на операта съществено се отличава от произведението на Пушкин:
- Повестта на Пушкин е написана в проза, либретото е в стихотворна форма. В написването на стиховете участва и самият композитор. Някои от стиховете са заимствани от други руски поети – Гавриил Державин, Пьотър Карабанов, Константин Батюшков и Василий Жуковский.[4]
- Действието в произведението на Пушкин е по времето на Александър I, 30-те години на 19 век. Действието на операта е пренесено по желанието на директора на императорските театри Всеволожки в епохата на царстването на Екатерина II, втората половина на 18 век. Тази промяна се използва, за да се включи картината на пищен бал със стилизираната в духа на времето интермедия.
- Променени са характеристиките на участниците в драмата.

Пушкинската Лиза е посредствена бедна възпитаничка на богатата графиня. В операта тя е внучка на графинята, силна и страстна личност, предана на своето чувство към Герман.
В повестта Герман е праволинеен, твърд и пресметлив, готов на всичко за постигане на целта си. Името му се изписва с двойно „н“, с което Пушкин посочва германския произход на персонажа. В либретото не се обозначава немското потекло на Герман – името се изписва с едно „н“, а характерът на главния герой е пречупен и противоречив.
Княз Елецки не фигурира в литературния източник.
Граф Томски в повестта е внук на графинята, с което се обяснява неговото знание на тайната ѝ. В операта неговата роднинска връзка с графинята не се споменава, той е представен само като познат на Герман.
- Финалът на драмата е различен при Пушкин и Чайковски. В литературния източник Герман губи ума си и се оказва в болница, а Лиза забравя за него и се омъжва за друг. В операта и двамата влюбени загиват.[2][4]

### Премиера в Санкт Петербург
Първото представление на операта е в Мариинския театър в Санкт Петербург на 19 декември 1890 г. Чайковски активно участва в подготовката на премиерата. Той очаква голям успех и това наистина се случва. Публиката приема възторжено операта, някои номера се повтарят на бис по нейно настояване. Изправена на крака тя многократно извиква композитора на сцената. Дори промяната на добре известния на аудиторията текст на Пушкин не пречи на заклетите любители на неговата поезия да аплодират музикалната драма на Чайковски.

### Първо действие

#### Картина 1
Пролет, в лятната градина се разхождат гледачки и гувернантки с деца. Появяват се офицерите Сурин и Чекалински. Те говорят за несполучливата игра на карти предната вечер и обсъждат с безпокойство поведението и състоянието на своя приятел Герман. Той напоследък е замислен и мрачен, прекарва много време в игралния дом, но не играе, а само гледа. Влиза Герман, с него е граф Томски. На него младият офицер обяснява своето мрачно настроение и разказва за любовта си към една богата непозната, на чиято взаимност не може да се надява.
Идва княз Елецки – Сурин и Чекалински го поздравяват с годежа, Герман пита, която е годеницата. Елецки сочи към появилата се в този момент Лиза, придружена от графинята. Герман е в отчаяние, защото Лиза е девойката, в която е влюбен. Графинята и Лиза забелязват състоянието на Герман и двете ги обхваща зловещо предчувствие. На въпроса на графинята, кой е младият офицер, Томски отговаря, че Герман е негов приятел. Елецки и Лиза напускат сцената.
Герман, Томски, Сурин и Чекалински разговарят за графинята – за тях тя е вещица и осемдесетгодишно страшилище. Томски разказва за една случка от младостта на графинята, която навремето била най-красивата жена в Париж. Веднъж тя губи на игра на карти цялото си състояние. Влюбеният в нея граф Сен-Жермен срещу една среща ѝ открива тайната на трите карти, с които тя може да спечели всяка игра. Графинята използва тези три карти и си възвръща богатството. Тя споделя тайната само два пъти: веднъж – на своя съпруг, и втори път – на един млад красавец. В същата нощ на нея се явява призрак, който предупреждава графинята, че ще я сполети смърт, ако предаде тайната за трети път.
Приятелите възприемат историята като весел разказ и, смеейки се, предлагат на Герман да накара графинята да открие тайната на трите карти – така ще разбогатее и Лиза ще е негова.
Започва буря, всички се разотиват. Герман остава и се заклева, че или ще спечели любовта на Лиза, или ще умре.

#### Картина 2
Лиза е седнала зад клавесин в стая с балкон към градина. До нея са Полина и другите приятелки. Лиза е тъжна, предстоящата сватба с граф Елецки не я радва. Полина и приятелките се опитват с танци и песни да я развеселят. Влиза гувернантка и спира веселбата, като съобщава, че графинята се сърди заради шума. Девойките се разотиват, Лиза изпраща Полина. Влиза слугиня да загаси свещите. Тя понечва да затвори балконската врата, но Лиза я спира.
Останала сама, Лиза се отдава на тъжните си мисли и тихо плаче. Внезапно на вратата на балкона се появява Герман. Лиза е изплашена и се кани да напусне стаята. Герман горещо я моли да остане, изважда пистолет и заплашва, че ще се самоубие – той не може да живее без нея. Лиза също разкрива своята любов към него. Чула шум, графинята идва към стаята на Лиза и чука на вратата. Лиза успява да скрие Герман зад една тежка завеса и отваря на графинята. Графинята се сърди, че Лиза още не спи, тревожи се, че вратата на балкона е отворена, след което излиза от стаята.
Герман в своето скривалище чува графинята, сеща се за историята с трите карти и решава да разбере тяхната тайна. Лиза иска Герман да си тръгне, той моли, тя да не го прогонва и говори за любовта си към нея.

### Второ действие

#### Картина 3
В богат дом на един столичен велможа се провежда маскен бал. Приятелите на Герман обсъждат неговото душевно състояние. Чекалински смята, че променливото настроение на Герман се дължи на това, че е влюбен. Сурин е убеден, че Герман е обсебен от желание да научи тайната на трите карти. Те напускат залата и на сцената се появяват слуги, които я подготвят за традиционното представление на големите балове – интермедията. Идват княз Елецки и Лиза. Князът е озадачен от студеното отношение на Лиза към него. Той ѝ говори за своите чувства, Лиза не отговаря. Двамата напускат сцената.
Влиза Герман. В ръцете му е бележка, с която Лиза го моли да я изчака след представлението. Отново се появяват Сурин и Чекалински, те дразнят Герман с тайната на графинята. След края на представлението Герман среща Лиза. Тя му предава ключа от стаята си и определя среща за следващата вечер. Герман вижда графинята и в него настъпва прелом – сега в мислите му на първо място е тайната на трите карти. Той решава да посети Лиза още същата вечер.

#### Картина 4
Герман тайно се промъква в осветената със светилници спалня на графинята. Той оглежда стаята и вниманието му привлича портретът на младата графиня. В този момент се чуват крачки и той се скрива зад едно перде. Влиза слугинята, която пали свещите, след нея идват придружителки на графинята, заобиколена от своите прислужнички появява се и самата графиня. Тя се отдава на спомени за младостта си и постепенно заспива. Герман излиза от своето скривалище и застава пред нея. Графинята се събужда и от ужас не може да издаде нито звук. Герман застава пред нея на колене и моли тя да му разкрие тайната на трите карти. Уплашената графиня мълчи, тогава Герман я заплашва с пистолета си. Графинята от силно вълнение умира. Герман е в отчаяние – той не е успял да научи тайната.
В стаята на графиня идва Лиза и изненадана вижда Герман. Той посочва мъртвата графиня и възкликва, че не е разбрал за печелившите три карти. Лиза е потресена от мисълта, че Герман е дошъл не заради нея, а заради тайната на графинята. Тя се скланя над тялото на починалата и силно плаче.

### Трето действие

#### Картина 5
Късна вечер. Герман е седнал край масата в стаята си в казармата. На светлината на запалена свещ той чете писмо от Лиза. Тя вярва, че той не е искал смъртта на графинята и иска да се срещнат. Ако той не дойде до полунощ, тя ще трябва да допусне страшната мисъл, че е убиец. Герман се замисля дълбоко, причува му се хорово пеене и пред него възниква призракът на графинята. Тя заповядва на ужасения Герман да се ожени за Лиза и му съобщава тайната на трите карти – това са тройка, седморка и туз. Призракът изчезва, а обезумелият Герман все повтаря тези карти.

#### Картина 6
Нощ, крайбрежната улица е осветена от луната. Лиза, цялата в черно, чака Герман на определената среща. Камбаната на часовника бие полунощ, а него все няма. Лиза вече се отчайва от мисълта, че Герман може наистина да е убиец, но ето че той идва. Тя е щастлива, край на душевните мъки и подозрения. Герман е развълнуван и зове Лиза да дойде с него в игралния дом. Той вече знае тайната на трите карти и ще спечели всичкото злато там. Признава на Лиза, че е насочил пистолета към старата жена. Лиза разбира – любимият ѝ е обезумял, той е причинил смъртта на графинята. С луд смях Герман повтаря трите карти и отблъсва девойката. Лиза не може да понесе това, тя се затичва към реката и се хвърля в нейните води.

#### Картина 7
В игралния дом Сурин, Чаплицки, Чекалински, Нарумов и Томски обсъждат играта на карти. Княз Елецки за първи път е тук. Той се надява да му провърви в играта, щом не му върви в любовта. В разгара на веселбата влиза Герман. Елецки моли Томски да му стане секундант, ако се наложи. Всички забелязват странното поведение на Герман. Той моли за разрешение да се присъедини към играта. Използвайки картите на графинята, тройка и седморка, Герман два пъти играе на големи суми и печели. Увлечен от успеха, той залага всичките си пари. Никой не се решава да играе, но княз Елецки приема предизвикателството и играта наистина заприличва на дуел. Герман обявява, че държи туз, но вместо третата карта на графинята в ръката му се оказва дама пика. Той губи всичко. Потресен, се вглежда в картата и му се привижда, че върху нея е образът на графинята. Обезумял, той проклина старицата и се самоубива. Няколко души се притичват на помощ, той все още е жив и моли за прошка княз Елецки. В последните мигове в съзнанието на Герман изниква светлият образ на Лиза и той умира с нейното име на уста.

## Музика
Операта „Дама Пика“ се оценява като върхово постижение в оперното творчество на Чайковски. По своите драматизъм и изразителност тя не отстъпва на неговите симфонични шедьоври, такива като „Манфред“, Пета и Шеста симфонии. Характерните черти на музикалния почерк на Чайковски придобиват в това произведение своето най-пълно изражение.
В драматургично отношение музикалната композиция на „Дама Пика“, която се смята за най-симфоничната опера на Чайковски, се състои от развитие и преплитане на три постоянни теми – тема на графинята, тема на трите карти и тема на любовта:
- Темата на графинята представлява мотив от повтарящите се три ноти с равна продължителност. Мотивът се подлага на разнообразни трансформации и служи не само за индивидуалната характеристика на образа на графинята, но и за внушаване на фаталността на съдбата на главните герои на операта – Герман и Лиза. Темата е вплетена в оркестровата тъкан и във вокалните партии на действащите лица.
- Темата на трите карти е тясно свързана с темата на графинята. Приликата е в мотивната структура – тя съдържа три фрази, всяка от които е съставена от три звука. Близка е също интонацията на отделните мелодични части. Темата приема различни форми и звучи ту трагично, ту тъжно-лирично. Нейни елементи присъстват и в речитативните реплики.
- Темата на любовта е в контраст спрямо другите две. Нейното развитие отразява емоциите на Герман и Лиза. Лиричното и широко звучене преминава в страстно и възторжено (втора картина), чува се като отделни откъси в сцената на безумието на Герман, и отново е с ясен и чист звук в сцената на умиращия Герман.

Драматичността на трагедийните и остри ситуации се смекчава чрез включване на по-ведри сцени, които служат като фон на основните събития. Те са главно в първите три картини – сцената с разхождащите се в градината в първа картина, сцената с развличащите се девойки във втора и сцената на пищния бал в трета.
За някои сцени Чайковски заимства от произведенията на други композитори. Той обяснява: „На мен ми бе необходима музика с определено настроение и аз не бих могъл да напиша по-добра от тази, която вече е композирана“. Заимствованията са в следните музикални номера:
- Ария на графинята в четвърта картина – взета е изцяло от операта на френския композитор Андре Гретри „Ричард Лъвското сърце“;
- Интермедия в трета картина – използвана е главната тема на първата част от Концерта за пиано и оркестър № 25 на Моцарт;
- Интермедия в трета картина – използвана е една тема на руския композитор Дмитрий Бортнянски.

### Инструментация
Оркестърът включва следните инструменти:
- Дървени духови: флейта-пиколо, две флейти, два обоя, два кларинета (в А и В строй), баскларинет, два фагота
- Медни духови: четири валдхорни, два тромпета, три тромбона, туба
- Струнни: пиано, арфа, цигулки, виоли, виолончела и контрабаси
- Перкусии: тимпани, военен барабан, голям барабан

### Сцени и изпълнения
Оригиналната версия на партитурата на Чайковски съдържа интродукция и 24 отделни номера. Трите действия са разделени на седем картини. Названията на номерата са според публикуваната партитура. В дясната колона с курсив са дадени началните думи на изпълнявания текст.
|              |           |        | Интродукция Andante mosso                            |                                                      |                                                 |
| Действие I   | Картина 1 | No. 1  | Хор на деца, гледачки и др. Allegro comodo           | Хор на деца, гледачки и др. Allegro comodo           | Гори, гори ясно                                 |
| Действие I   | Картина 1 | No. 2  | Сцена Moderato                                       | Сцена Moderato                                       | Чем кончилась вчера игра?                       |
| Действие I   | Картина 1 | No. 2  | Ариозо на Герман Andante                             | Ариозо на Герман Andante                             | Я имени ее не знаю                              |
| Действие I   | Картина 1 | No. 3  | Хор на разхождащи се Lo stesso tempo (Allegro)       | Хор на разхождащи се Lo stesso tempo (Allegro)       | Наконец то бог послал нам                       |
| Действие I   | Картина 1 | No. 3  | Сцена Lo stesso tempo (Allegro)                      | Сцена Lo stesso tempo (Allegro)                      | А ты уверен                                     |
| Действие I   | Картина 1 | No. 4  | Квинтет Adagio                                       | Квинтет Adagio                                       | Мне страшно!                                    |
| Действие I   | Картина 1 | No. 4  | Сцена Allegro non tanto                              | Сцена Allegro non tanto                              | Графиня!                                        |
| Действие I   | Картина 1 | No. 5  | Сцена Andante                                        | Сцена Andante                                        | Какая ведьма эта графиня!                       |
| Действие I   | Картина 1 | No. 5  | Балада на Томски Allegro con spirito                 | Балада на Томски Allegro con spirito                 | Однажды в Версале                               |
| Действие I   | Картина 1 | No. 6  | Заключителна сцена. Буря Allegro moderato            | Заключителна сцена. Буря Allegro moderato            | Se non è vero, è ben trovato                    |
| Действие I   | Картина 2 | No. 7  | Дует Andantino mosso                                 | Дует Andantino mosso                                 | Уж вечер облаков померкнули края                |
| Действие I   | Картина 2 | No. 8  | Сцена Allegro non troppo                             | Сцена Allegro non troppo                             | Обворожительно!                                 |
| Действие I   | Картина 2 | No. 8  | Романс на Полина Andante                             | Романс на Полина Andante                             | Подруги милые                                   |
| Действие I   | Картина 2 | No. 8  | Руска песен с хор Allegro                            | Руска песен с хор Allegro                            | Ну-ка, светик Машенька                          |
| Действие I   | Картина 2 | No. 9  | Сцена Andante                                        | Сцена Andante                                        | Mesdemoiselles, что здесь у вас за шум?         |
| Действие I   | Картина 2 | No. 9  | Ариозо на гувернантката Allegro moderato             | Ариозо на гувернантката Allegro moderato             | Барышням вашего круга                           |
| Действие I   | Картина 2 | No. 10 | Заключителна сцена L'istesso tempo                   | Заключителна сцена L'istesso tempo                   | Пора уж расходиться                             |
| Действие I   | Картина 2 | No. 10 | Ария на Лиза Andante non troppo                      | Ария на Лиза Andante non troppo                      | Откуда эти слезы, зачем оне?                    |
| Действие I   | Картина 2 | No. 10 | Ариозо на Герман Andante                             | Ариозо на Герман Andante                             | Прости, небесное созданье                       |
| Действие II  | Картина 3 | No. 11 | Антракт Allegro brillante ma non troppo              | Антракт Allegro brillante ma non troppo              |                                                 |
| Действие II  | Картина 3 | No. 11 | Хор Allegro brillante ma non troppo                  | Хор Allegro brillante ma non troppo                  | Радостно, весело в день сей                     |
| Действие II  | Картина 3 | No. 12 | Сцена Lo stesso tempo                                | Сцена Lo stesso tempo                                | Хозяин просит дорогих гостей                    |
| Действие II  | Картина 3 | No. 12 | Ария на Княз Елецки Andante non tanto quasi Moderato | Ария на Княз Елецки Andante non tanto quasi Moderato | Я вас люблю, люблю безмерно                     |
| Действие II  | Картина 3 | No. 13 | Сцена Andante con moto                               | Сцена Andante con moto                               | Скорее бы ее увидеть и бросить эту мысль        |
| Действие II  | Картина 3 | No. 14 | Интермедия (Искреност на пастирка):                  | Интермедия (Искреност на пастирка):                  |                                                 |
| Действие II  | Картина 3 | No. 14 | (a)                                                  | Хор на овчари и пастирки Allegro vivace              | Под тению густою                                |
| Действие II  | Картина 3 | No. 14 | (b)                                                  | Танцът на овчари и пастирки (Сарабанда) Andante      |                                                 |
| Действие II  | Картина 3 | No. 14 | (c)                                                  | Дует на Прилепа и Миловзор Larghetto                 | Мой миленький дружок                            |
| Действие II  | Картина 3 | No. 14 | (d)                                                  | Финал Tempo di Minuetto (Andantino)                  | Как ты мила, прекрасна!                         |
| Действие II  | Картина 3 | No. 15 | Заключителна сцена Moderato con moto                 | Заключителна сцена Moderato con moto                 | Кто пылко и страстно любя                       |
| Действие II  | Картина 4 | No. 16 | Сцена Andante mosso                                  | Сцена Andante mosso                                  | Все так, как мне она сказала                    |
| Действие II  | Картина 4 | No. 16 | Хор Allegro moderato                                 | Хор Allegro moderato                                 | Благодетельница наша                            |
| Действие II  | Картина 4 | No. 17 | Заключителна сцена Moderato con moto                 | Заключителна сцена Moderato con moto                 | Не пугайтесь!                                   |
| Действие III | Картина 5 | No. 18 | Антракт Largo                                        | Антракт Largo                                        |                                                 |
| Действие III | Картина 5 | No. 18 | Сцена Largo                                          | Сцена Largo                                          | Бедняжка! В какую пропасть я завлек ее с собою! |
| Действие III | Картина 5 | No. 19 | Сцена Moderato con moto                              | Сцена Moderato con moto                              | Мне страшно!                                    |
| Действие III | Картина 6 | No. 20 | Сцена Moderato assai                                 | Сцена Moderato assai                                 | Уж полночь близится                             |
| Действие III | Картина 6 | No. 20 | Ариозо на Лиза Andante molto cantabile               | Ариозо на Лиза Andante molto cantabile               | Ах, истомилась я горем                          |
| Действие III | Картина 6 | No. 21 | Сцена Moderato assai                                 | Сцена Moderato assai                                 | А если мне в ответ часы пробьют                 |
| Действие III | Картина 6 | No. 21 | Дует Andantino mosso                                 | Дует Andantino mosso                                 | О да миновали страданья                         |
| Действие III | Картина 7 | No. 22 | Хор Allegro moderato                                 | Хор Allegro moderato                                 | Будем пить и веселиться!                        |
| Действие III | Картина 7 | No. 22 | Сцена Sostenuto (ma lo stesso tempo)                 | Сцена Sostenuto (ma lo stesso tempo)                 | Дана! Гну пароли!                               |
| Действие III | Картина 7 | No. 23 | Песен на Томски Moderato mosso                       | Песен на Томски Moderato mosso                       | Есль б милые девицы                             |
| Действие III | Картина 7 | No. 23 | Хор на играчите Allegro vivo                         | Хор на играчите Allegro vivo                         | Так в ненастные дни собирались они часто        |
| Действие III | Картина 7 | No. 24 | Заключителна сцена Allegro moderato                  | Заключителна сцена Allegro moderato                  | За дело, господа, за карты!                     |
| Действие III | Картина 7 | No. 24 | Ария на Герман Moderato con moto                     | Ария на Герман Moderato con moto                     | Что наша жизнь? Игра!                           |

Продължителността на операта е около 170 мин.

## Действащи лица и вокални партии
Премиерните състави в Русия:
| Партия                                                                        | Премиера в Санкт Петербург 19 декември 1890 г. диригент Едуард Направник | Премиера в Киев 31 декември 1890 г. диригент Иосиф Прибик | Премиера в Москва 4 ноември 1891 г. диригент Иполит Алтани |
| ----------------------------------------------------------------------------- | ------------------------------------------------------------------------ | --------------------------------------------------------- | ---------------------------------------------------------- |
| Герман (тенор)                                                                | Николай Фигнер                                                           | Михаил Медведев                                           | Михаил Медведев                                            |
| Граф Томски (баритон)                                                         | Иван Мелников                                                            | Николай Дементиев                                         | Богомир Корсов                                             |
| Княз Елецки (баритон)                                                         | Леонид Яковлев                                                           | Иоаким Тартаков                                           | Павел Хохлов                                               |
| Чекалински (тенор)                                                            | Василий Василиев                                                         |                                                           |                                                            |
| Сурин (бас)                                                                   | Ялмар Фрей                                                               |                                                           |                                                            |
| Чаплицки (тенор)                                                              | Константин Кондараки                                                     |                                                           |                                                            |
| Нарумов (бас)                                                                 | Владимир Соболев                                                         |                                                           |                                                            |
| Управител (тенор)                                                             | Василий Ефимов                                                           |                                                           |                                                            |
| Графиня (мецосопран)                                                          | Мария Славина                                                            | Мария Смирнова                                            | Александра Крутикова                                       |
| Лиза (сопран)                                                                 | Медея Фигнер                                                             | Александра Мацулевич                                      | Мария Дейша-Сионицкая                                      |
| Полина (алт)                                                                  | Мария Долина                                                             |                                                           | Вера Гнучева                                               |
| Гувернантка (мецосопран)                                                      | Мария-Вилхелмина Пилц                                                    |                                                           |                                                            |
| Маша (сопран)                                                                 | Юлия Юносова                                                             |                                                           |                                                            |
| Интермедия                                                                    |                                                                          |                                                           |                                                            |
| Прилепа (сопран)                                                              | Ольга Ольгина                                                            |                                                           |                                                            |
| Миловзор (алт)                                                                | Нина Фриде                                                               |                                                           |                                                            |
| Златогор (баритон)                                                            | Александр Климов                                                         |                                                           |                                                            |
| Хор, роли без думи: Гледачки, гувернантки, разхождащи се, гости, деца, играчи |                                                                          |                                                           |                                                            |

## Премиерни представления
След премиерата на операта в Мариинския театър в Санкт Петербург на 31 декември същата година операта се представя с голям успех в градския театър на Киев. Първата постановка в Москва е на 16 ноември 1891 в Болшой театър. Следват премиерните представления в Харков на 28 декември 1891 г., в Саратов на 5 декември 1892 г., в Одеса на 31 януари 1893 г.
В Европа операта за първи път се изпълнява на 19 януари 1892 г. в Хамбург с диригент Густав Малер. Премиерата в Прага е на 11 октомври 1892 г. с диригент Адолф Чех, изпълнението е на чешки език. Десет години по-късно, през 1902 г., Густав Малер дирижира операта във Виенска държавна опера. Под неговата палка е и премиерата на 5 март 1910 г. в Ню Йорк, в Метрополитън опера, операта се изпълнява на немски език. В Лондон „Дама Пика“ се представя за първи път на 29 май 1915 г. с диригент Евгений Гуревич, изпълнението е на руски език.
В България премиерата на „Дама пика“ е през 1926 г. в София. Диригент е Юрий Померанцев, руски музикант, работещ по това време в Софийската опера и известен с няколко постановки на българската сцена.